# Pálóci család

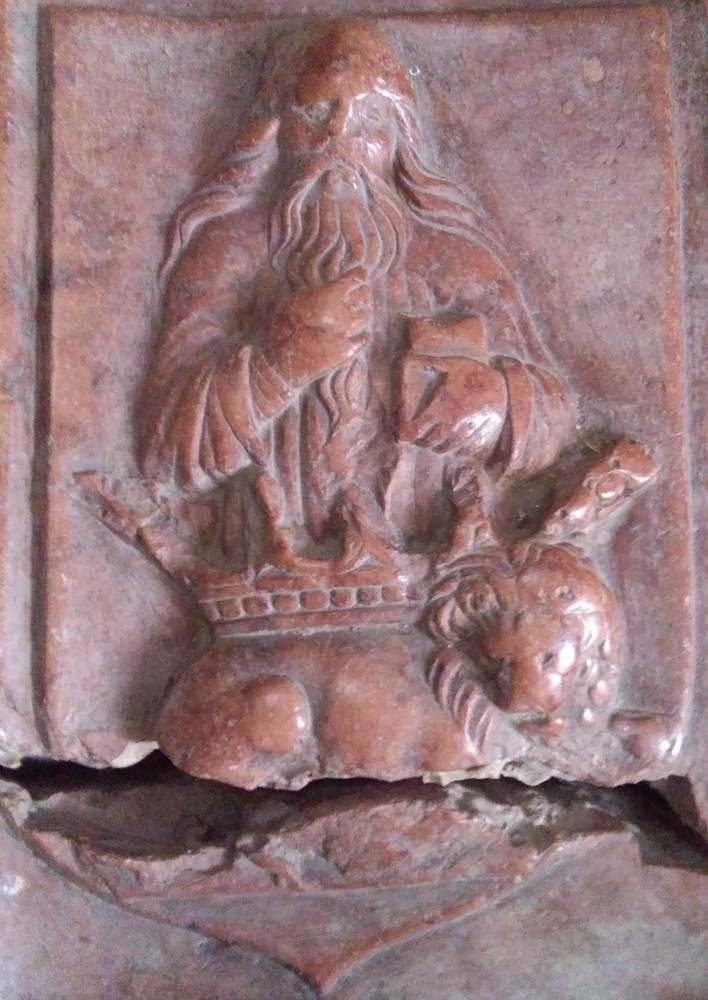
A Pálóci család címere. Öt ágú koronából növő, heraldikailag balra néző, szakállas férfi, jobb kezével szakállát markolja, bal kezében könyvet tart.

A Pálóci család Ung megye egyik ősi családjától eredeztethető. 1327-ben birtokosztállyal különültek el a ruszkai Dobó családtól. Felemelkedésüket Luxemburgi Zsigmond királynak köszönhetik. A 15. század meghatározó arisztokrata családja volt, 1526-ban a középkori Magyar Királysággal együtt szállt sírba a család utolsó férfitagja, Pálóci Antal.

## A család ismert tagjai
- Máté mester (Péter fia) (1324–1359)[4]
  - Pálóci András (1362–1391)[4]
  - Pálóci Domokos leleszi prépost (1364–1403)[4]
  - Pálóci Péter pozsonyi alispán (1362–1400)[4]
    - Pálóci György esztergomi érsek (1403–1439)[4]
    - Viselt tisztségei: 1409–1419. szepesi prépost; 1419–1423 erdélyi püspök; 1423–1439 esztergomi érsek.[5]
    - Pálóci Máté (Mátyus) nádor (1390–1436)[4]
    - Viselt tisztségei: Várnagyságok: 1411–1426. diósgyőri várnagy (Imrével együtt); 1419. munkácsi várnagy (Imrével együtt). Ispánságok: 1405.; 1409–27. borsodi ispán (1419-től Imrével együtt); 1408. verőcei ispán; 1409–1425. abaúji ispán (Imrével együtt); 1409–1427. hevesi ispán (1419-től Imrével együtt); 1409–1435. szabolcsi ispán; 1419–1436. beregi ispán (1433-ig Imrével együtt); 1423–1436. ungi ispán; 1434 honti ispán. Titkos kancellár (Imrével együtt): 1419–1423.   Országbíró: 1425–35. Nádor: 1435–1436.[5]Pálóci Máté diósgyőri várnagy pecsétje 1412-ből a lublói béke okmányáról. (AGAD 5560)

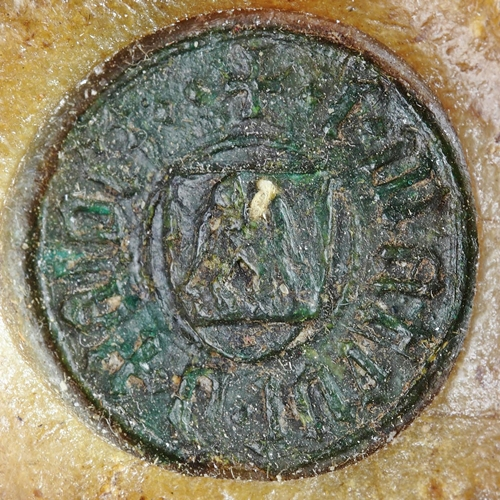
Pálóci Máté diósgyőri várnagy pecsétje 1412-ből a lublói béke okmányáról. (AGAD 5560)

      - Pálóci Simon lovászmester (1415–1459)[4]
      - Viselt tisztségei: 1437–1439. ungi ispán; 1440. abaúji ispán; 1441–1445. soproni ispán; 1448–1452. hevesi ispán; 1452. gömöri ispán.[5]

    - Pálóci Imre titkos kancellár (1390–1433)[4]
    - Viselt tisztségek: Várnagyságok: 1411–1426. diósgyőri várnagy (Mátéval együtt); 1419. munkácsi várnagy (Mátéval együtt).  Ispánságok: 1409–1425. abaúji ispán (Mátéval együtt); 1419–1433. beregi ispán (Mátéval együtt); 1419–1427. borsodi ispán (Mátéval együtt); 1419–1427. hevesi ispán (Mátéval együtt);  1427. aradi ispán. Titkos kancellár (Mátéval együtt): 1419–23.[5]
      - Pálóci László országbíró (1411–1470)[4]
      - Viselt tisztségek: Várnagyságok: 1455. budai várnagy. Ispánságok: 1436–1439. beregi ispán; 1439–1446. ungi ispán. Lovászmester: (Simonnal együtt): 1438–1439. Ajtónállómester: 1439–1446. Országbíró: 1446–1470.[5]

## A család főbb birtokai
- Pataki uradalom